# Endromídeos
Endromídeos (Endromidae) é uma família de insectos da ordem Lepidoptera.

## Géneros
Estão descritos os seguintes géneros:
- Andraca Walker, 1865
- Dalailama Staudinger, 1896
- Endromis Ochsenheimer, 1810
- Falcogona Zolotuhin, 2007
- Mirina Staudinger, 1892
- Mustilia Walker, 1865
- Mustilizans Yang, 1995
- Oberthueria Kirby, 1892
- Prismosticta Butler, 1880
- Prismostictoides Zolotuhin & Tran Thieu, 2011
- Promustilia Zolotuhin, 2007
- Pseudandraca Miyata, 1970
- Sesquiluna Forbes, 1955
- Smerkata Zolotuhin, 2007
- Theophoba Fletcher & Nye, 1982